# Hebdomadar
Der Hebdomadar, Wöchner, Septimanar oder Septimaner (von griechisch ἑβδομάς hebdomás, lateinisch hebdomada bzw. septimana „Woche“) ist das in einem Kloster vom Oberen bestimmte Mitglied des Konventes, das für die jeweilige Woche im Chorgebet die von einem Einzelnen vorzutragenden Teile – etwa das Tagesgebet, den ersten Vers eines Versikels, die Fürbitten oder das Martyrologium des Tages – vorträgt bzw. anstimmt. Der Hebdomadar ist im Stundengebet zugleich auch Lektor. An hohen Festen übernimmt oft der Obere selbst den Dienst des Hebdomadars. 
Vor der ersten Vesper des Sonntags erbittet und erhält der Hebdomadar vom Oberen im Chor oder Kapitelsaal den Segen.